# 三和豆水庵
株式会社三和豆水庵（さんわとうすいあん、旧三和豆友食品株式会社）は、食料品の製造・販売をしている企業である。本社は茨城県古河市。

## 本社・拠点等
- 本社
  - 所在地：茨城県古河市尾崎2647-1

- 営業本部
  - 所在地：千葉県野田市柳沢56-8リヴ柳沢3F

## 沿革
- 1989年 設立。
- 2007年7月1日 三和豆水庵に社名変更。
- 2024年 再建のため相模屋食料に事業譲渡した。相模屋食料100%出資による子会社(2月9日設立)へ改組となる[2][3]。

## 主な商品
- 寄せ豆腐
  - 男前豆腐
  - スゴイダイズ＋ジョニーのおぼろ
  - 喧嘩上等やっこ野郎
  - 真剣勝負よせ名人
- 充填豆腐
  - スゴイダイズ＋波乗りジョニー
  - スゴイダイズ＋枝豆ジョニー
  - 波乗りジョニー
  - 枝豆ジョニー
- 生揚げ
  - 厚揚げ番長
- がんも
  - がんも番長
- 油揚げ
  - 油揚番長

## 男前豆腐とジョニーを巡る経緯
「ジョニー」とは、伊藤信吾（男前豆腐店株式会社 代表取締役社長）が、実父の経営していた時期（2006年5月退任）の三和豆友食品（当時・以下同）で勤務していた時に呼ばれていた愛称である。この豆腐を開発する際、今までにない豆腐を作る思いからこの商品名となった。
その後伊藤は2005年に男前豆腐店株式会社を設立し独立したが、両者は協力関係にあり、しばらくの間は関東地方向けは三和豆友食品、関西地方向けは男前豆腐店で製造された同名の製品が発売されていたが、2006年5月15日に三和豆友食品が豆腐製造大手で東京証券取引所マザーズ上場の篠崎屋と業務提携の基本合意に至ったことにより、三和豆友食品の経営陣の大幅な変更が行われ、男前豆腐店社長の実父は退任。そのために三和豆友食品と男前豆腐店の関係が解消し、男前豆腐店側が三和豆友食品製造のジョニーとの混同を防ぐために、2006年9月初旬から男前豆腐店側は「京都ジョニー」の商標に変更した。
2006年9月22日に篠崎屋は三和豆友食品との業務提携基本合意を解消することを発表したが、三和豆友食品と男前豆腐店の関係が既に無くなっていたため、その後もしばらくの間、男前豆腐店側は「京都ジョニー」ブランドのままであった。その後三和豆友食品側は商品名を「波乗りジョニー」の商標に変更し、男前豆腐店側が11月より「風に吹かれて豆腐屋ジョニー」の名称を復活した。
また男前豆腐店は関東地方向け商品の製造を目的として、2006年10月より山梨県北杜市に清里工場を稼動させたため、11月1日からは清里工場製の製品が関東地方の市場に出回ることになり、それ以降関東地方では「風に吹かれて豆腐屋ジョニー」と「波乗りジョニー」の2つの商標の商品が出回っている。
なお、男前豆腐店の会社としての独立前は「男前豆腐店」とは三和豆友食品のブランドであったが、現在では三和豆水庵は「男前豆腐」の発売は継続しているものの、「男前豆腐店」の名称は使用していない。「男前豆腐」「男前豆腐店」「風に吹かれて豆腐屋ジョニー」の商標は男前豆腐店社長個人で登録済み。

### 三和豆友食品（現・三和豆水庵）の見解
プレスリリース「三和豆友食品株式会社（当時）と男前豆腐店株式会社の関係について」（2006年12月25日）によれば、同社の見解は以下のとおり。
- 三和豆友食品株式会社と男前豆腐店株式会社は、同じ男前豆腐を製造・販売しているが、現在は別会社であり、いかなる資本関係、製造委託、交流もない。
- 2社が同じ男前豆腐を販売しているが、これは、男前豆腐店株式会社・代表の伊藤信吾氏が三和豆友食品株式会社在籍中に、「男前豆腐というネーミング」を行った事、「関西圏での販売等を目的として、男前豆腐店株式会社（当時は有限会社）を設立」した事、その他の経緯を経て、現状に至っている。
- 男前豆腐の味を最初に生み出したのは、三和豆友食品株式会社である。